# Ophisma tecta
Ophisma tecta är en fjärilsart som beskrevs av William Schaus 1894. Ophisma tecta ingår i släktet Ophisma och familjen nattflyn. Inga underarter finns listade i Catalogue of Life.